# Sarah Walker (cantante)
Sarah Walker CBE (Cheltenham, Gloucestershire, 11 de marzo de 1943) es una mezzosoprano británica.

## Carrera
Inició sus estudios de violín en el Royal College of Music de Londres y continuó su formación con la profesora húngara Madame Vera Rozsa con la que ha consolidado un repertorio extraordinariamente amplio:desde Bach y el Barroco, a compositores del siglo XX como Berio, Boulez, Cage, o los jóvenes a los que ha encargado nuevos trabajos. Desde su debut como Ottavia en Poppea de Monteverdi para la ahora legendaria Ópera de Kent, Sarah Walker ha actuado en la mayoría de las salas operísticas del mundo, como la Royal Opera House donde debutó como Charlotte en Werther, de Massenet, con Alfredo Kraus; la Metropolitan Opera, la Ópera Estatal de Viena o la Scala, por citar algunas. Cuenta con más de sesenta papeles en su repertorio; entre ellos, Doña Elvira, Klytämnestra, Katisha, Mistress Quickly, muchas de las heroínas de Händel y Monteverdi y el papel principal de Gloriana de Britten.
Recientemente, ha incorporado a su repertorio el papel de La Bruja en la obra de Humperdinck Hansel y Gretel y La adivina de Arabella, de Strauss. Sarah Walker es invitada por
las más prestigiosas salas del mundo y ha actuado con directores como Solti, Carlos Kleiber, Norrington, Rattle y Haitink. Ha participado en acontecimientos tan importantes como la Novena sinfonía de Beethoven, bajo la batuta de Leonard Bernstein, en la caída del Muro de Berlín, en las conmemoraciones del sexagésimo aniversario de Pavarotti en el Metropolitan y la Last Night of the Proms, donde bordó una inolvidable Britannia.
Tiene en su haber numerosas grabaciones con un repertorio muy amplio. En 1991, fue distinguida con el título "Commander of the British Empire".